# Гуцуляк Олексій Олександрович
Олексій Олександрович Гуцуляк (нар. 25 грудня 1997, Красилів, Хмельницька область, Україна) — український футболіст, півзахисник клубу «Полісся».

## Життєпис

### Початок кар'єри
Вихованець Львівського державного училища фізичної культури. Там відвідував заняття з футболу під орудою тренерів Тараса Павліша та Андрія Дулібського. У складі команди УФК посів четверте місце в ДЮФЛУ. У 2011 році 15-річного Олексія разом з партнером по училищу Володимиром Сеницею намагалися переманити у свою академію скаути донецького «Шахтаря». Але за порадою тренерів футболіст вирішив залишитися у Львові.

### «Карпати»

#### Сезон 2014—2015
Після завершення навчання Гуцуляк був зарахований до юнацької команди «Карпат». Узимку 2015 головний тренер основної команди львів'ян Ігор Йовичевич запросив зі складу U-19 трьох гравців, серед яких виявився Гуцуляк, на турецькі збори. На зборах футболістові вдалося відзначитися забитими голами у матчах з «Оцелулом» і дніпродзержинською «Сталлю». Після відновлення чемпіонату 1 березня 2015 в матчі проти донецького «Металурга» Гуцуляк дебютував у Прем'єр-лізі. Тоді Гуцуляк вийшов на заміну замість Дениса Кожанова. У наступному матчі зіграв одразу проти тодішнього гранда українського футболу — дніпропетровського «Дніпра». Брав участь ще в 5-х турах. Останній матч сезону провів проти донецького «Шахтаря», де отримав жовту картку на 88 хвилині.

#### Сезон 2015—2016
Розпочав сезон матчем проти харківського «Металіста». Отримав жовту картку в матчі проти «Шахтаря». У 15 турі забив дебютний гол, уразивши ворота «Сталі» і отримав жовту картку. Потім, у наступному матчі, теж отримав жовту. Забив гол у ворота «Говерли» у 23 турі на 48 хвилині матчу. У квітні 2016 став найкращим молодим українським талантом місяця в категорії до 19 років. Закінчив сезон матчем проти «Шахтаря». Не дивлячись на те, що кількість матчів, у яких брав участь Гуцуляк, зросла, на полі він провів лише 368 хвилин.

#### Оренда у «Вільярреал»

##### Сезон 2016—2017
6 червня 2016 року перейшов на умовах оренди до іспанського «Вільярреала». Дебютував за другу команду в товариському матчі проти «Леванте». 2 лютого 2017 вирішив достроково покинути іспанську команду і повернутися у «Карпати».

### «Десна»
У січні 2020 року перейшов до чернігівської «Десни», підписавши контракт терміном на 3 роки. Сума трансферу склала 300 000 євро. За оцінкою футбольного експерта Артура Валерка перехід Гуцуляка з «Карпат» до «Десни» став одним із найкращих трансферів між клубами УПЛ під час зимової перерви сезону 2019/20. Чернігівська команда на той час перебувала серед лідерів Прем'єр-ліги й претендувала на срібні медалі, посівши в підсумку 4-те місце та здобувши право на участь у кваліфікації Ліги Європи. Втім, Гуцуляк тоді зіграв лише 4 матчі через травму.
24 вересня 2020 року дебютував у єврокубках, відігравши другий тайм у матчі третього кваліфікаційного раунду Ліги Європи проти німецького «Вольфсбурга», у якому «Десна» поступилася з рахунком 0:2. Особливо відзначився в жовтневому матчі УПЛ проти «Шахтаря» — спочатку, обігравши двох суперників, асистував Мостовому, який зрівняв рахунок, а згодом обвів уже чотирьох гравців «Шахтаря» й віддав гольову передачу на Тотовицького. Гра завершилася з рахунком 2:2, а УПЛ визнала Гуцуляка найкращим гравцем 5-го туру Прем'єр-ліги. За підсумками сезону 2020/21 із 7 голевими передачами посів друге місце в списку найкращих асистентів чемпіонату України, став лідером ліги за кількістю обведень та увійшов до списку 33 найкращих футболістів Прем'єр-ліги за версією УПЛ і символічної збірної сезону від сайту Sport.ua.

### «Дніпро-1»
У серпні 2021 року підписав 4-річний контракт із «Дніпром-1». За даними ЗМІ, сума трансферу склала від 700 до 800 тис. євро. У незавершеному через повномасштабне вторгнення російських військ в Україну сезоні 2021/22 «Дніпро-1» посів 3-тє місце в чемпіонаті України, а Гуцуляк увійшов до символічної збірної сезону за версією сайту Sportarena.com. У сезоні 2022/23 у складі «Дніпра-1» став віце-чемпіоном України. У сезоні 2023/24 із 9 забитими голами став найкращим бомбардиром команди.

### «Полісся»
У червні 2024 року підписав контракт із житомирським «Поліссям» строком на 2 роки. У першій половині сезону 2024/25 у 19 матчах за команду забив 10 голів і віддав 2 гольові передачі, уболівальниками визнаний найкращим гравцем «Полісся» у 2024 році. Посів друге місце за підсумками традиційного опитування сайту «Команда1» для визначення найкращого футболіста 2024 року в чемпіонаті України.

## Збірна України
За юнацьку збірну України до 17 років провів 10 ігор і відзначився трьома голами. 21 березня 2024 року дебютував у складі національної збірної України у півфіналі плей-оф кваліфікації до чемпіонату Європи 2024 проти Боснії і Герцеговини (2:1).

## Громадська позиція
У травні 2018 підтримав ув'язненого у Росії українського режисера Олега Сенцова

## Статистика

### Матчі за збірну
Станом на 10 червня 2025 року
| Дата       | Місто    | Господарі            | Результат | Гості   | Турнір                                    | Голи | Примітки  |
| ---------- | -------- | -------------------- | --------- | ------- | ----------------------------------------- | ---- | --------- |
| 21-03-2024 | Зениця   | Боснія і Герцеговина | 1 – 2     | Україна | Відбір до ЧЄ 2024                         | -    | 76'       |
| 11-10-2024 | Познань  | Україна              | 1 – 0     | Грузія  | Ліга націй УЄФА 2024—2025 - груповий етап | -    | 75'       |
| 14-10-2024 | Вроцлав  | Україна              | 1 – 1     | Чехія   | Ліга націй УЄФА 2024—2025 - груповий етап | -    | 22'       |
| 16-11-2024 | Батумі   | Грузія               | 1 – 1     | Україна | Ліга націй УЄФА 2024—2025 - груповий етап | -    | 74'       |
| 19-11-2024 | Тирана   | Албанія              | 1 – 2     | Україна | Ліга націй УЄФА 2024—2025 - груповий етап | -    | 85'       |
| 20-03-2025 | Марбелья | Україна              | 3 – 1     | Бельгія | Ліга націй УЄФА 2024—2025 - плей-оф       | 1    | 62'       |
| 23-03-2025 | Генк     | Бельгія              | 3 – 0     | Україна | Ліга націй УЄФА 2024—2025 - плей-оф       | -    | 45+2' 89' |
| 07-06-2025 | Торонто  | Канада               | 4 – 2     | Україна | товариський матч                          | -    | 66'       |
| 10-06-2025 | Торонто  | Нова Зеландія        | 1 – 2     | Україна | товариський матч                          | 1    |           |
| Усього     |          | Матчів               | 9         |         | Голів                                     | 2    |           |